# XP-67 (航空機)
XP-67
XP-67
- 用途：戦闘機
- 分類：長距離戦闘機
- 製造者：マクドネル・エアクラフト
- 運用者：アメリカ陸軍航空軍
- 初飛行：1944年1月6日
- 生産数：1機

マクドネル XP-67 (McDonnell XP-67) は第二次世界大戦後期に米国のマクドネル・エアクラフト（以下、マクドネル社）が開発していたアメリカ陸軍航空軍向けの単葉単座レシプロ双発戦闘機である。機体の非公式名はバット(Bat) 。後に一大軍用航空機メーカーになるマクドネル社が最初に製作した軍用機で、胴体及びエンジンナセルと主翼の翼幅方向の縦断面形を連続的に繋げること（ブレンデッドウィングボディ）により空気抵抗（特に干渉抗力）の軽減を図った意欲的なスタイルであった。しかし、試験時に発生した諸問題と需要の消滅により試作1機のみで開発は中止された。

## 開発・設計

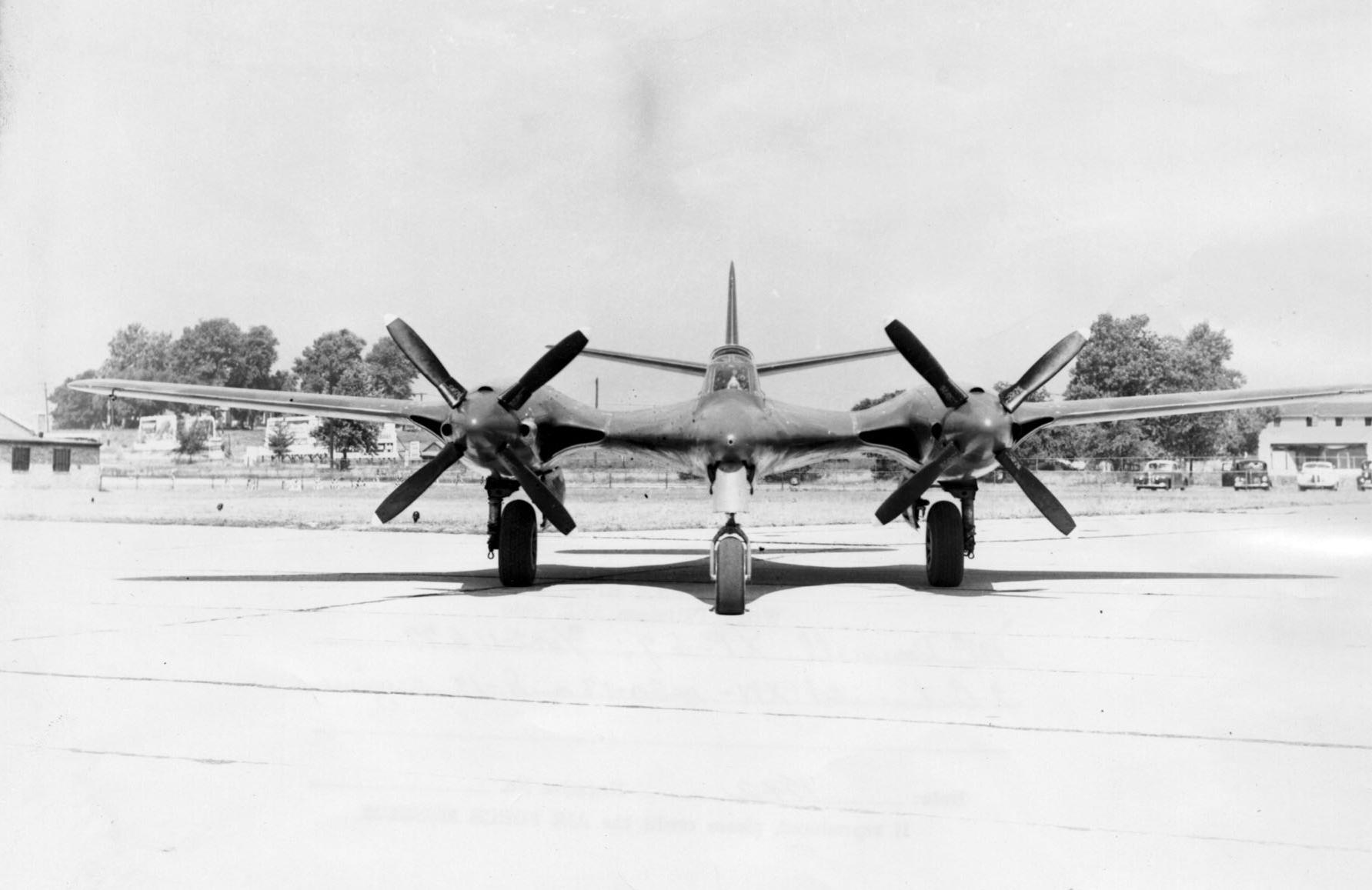
機体を正面から撮影したものだが、胴体・ナセル・翼が一体となって扁平な断面形状となっていることがわかる。

マクドネル社は1939年に創業した航空機メーカーであったが、その翌年の1940年には早くもアメリカ陸軍航空隊が求めた長距離戦闘機のコンペに独自の試作設計案を提出した。結果的にそれには落選したもののその新進気鋭の提出案は審査官を注目させ、陸軍からマクドネル社にさらなる研究開発データ提供のための資金援助が行われることとなった。そして1941年に陸軍に提出した戦闘機のモデル案はXP-67として2機の試作発注を受けたのである。
提出された設計案は新興のメーカーらしい色々なアイディアの詰った機体にまとめられていた。胴体とエンジンナセルの断面を主翼断面と連続するような形状（ブレンデッドウィングボディ/一種のフィレットによる翼と胴体・ナセルの接続）としたため、機体の前部は全体的に扁平な形状を成していた。主翼は層流翼を採用し、エンジンはターボチャージャー付のコンチネンタル・モータース(en:Continental Motors)製XI-1430(en:Continental I-1430)（出力約1,350hp）を2機搭載した。またターボチャージャーの排気口はエンジンナセル後端に設けられ、排気により推力が加算される工夫が為されていた。固定武装の案は複数あり、12.7mm機銃6門や20mm機関砲4門もしくは76mm砲1門などもあったが、最終的に37mm機関砲6門を装備することが決定された。なおコックピットは与圧式にする予定だったものの試作機には実装されなかった。

## 試験・評価

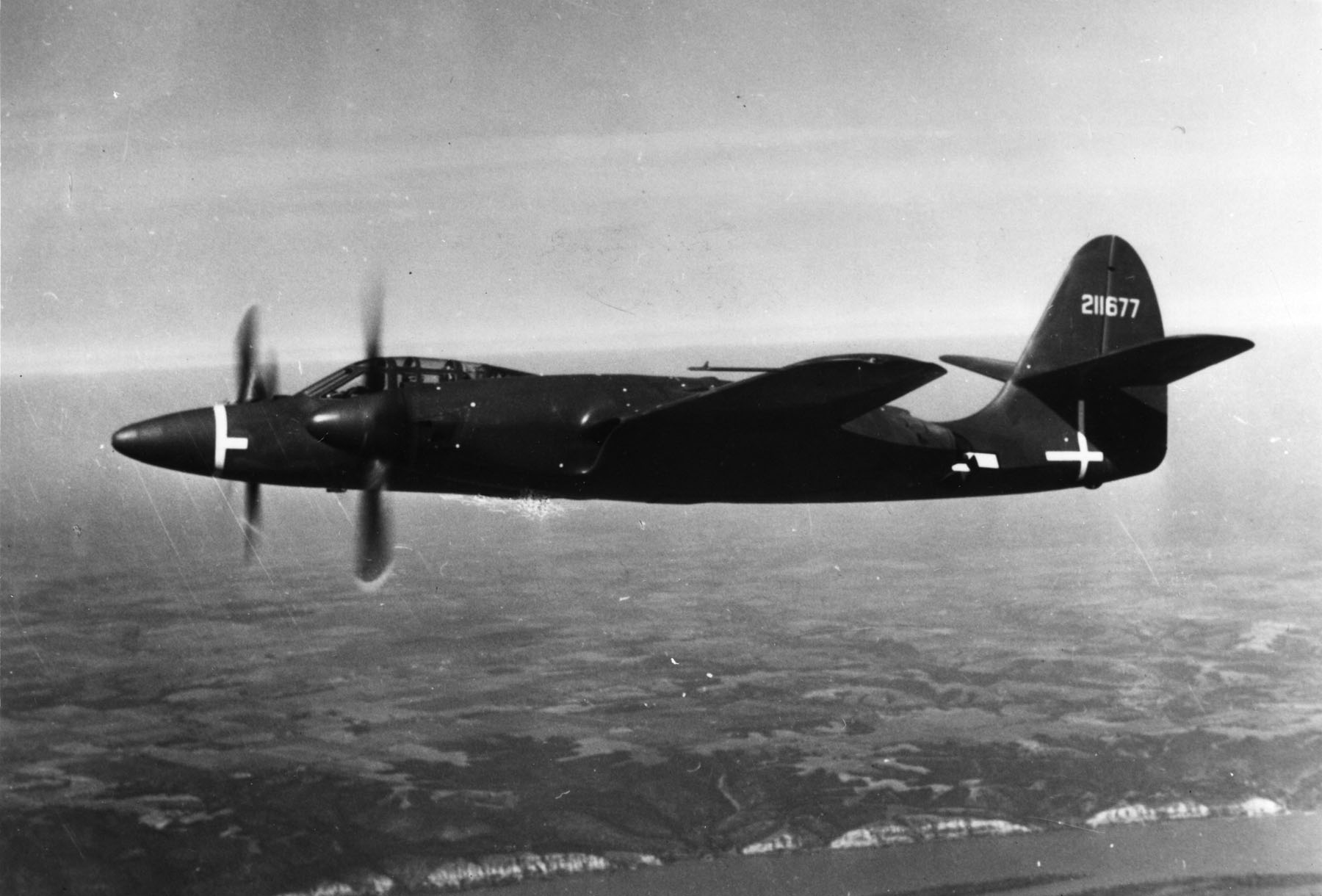
試験飛行中のXP-67

試作第1号機は1943年12月1日に完成したが、同月8日に初飛行のため地上運転していたところ排気系統のトラブルによりエンジンから出火してしまう。機体を修繕し年の明けた1944年1月6日に初飛行に成功するものの、またもやエンジンの不具合により飛行は6分間で終了となった。その後エンジンナセル内の気流の流れ方を改善してオーバーヒートを防止するよう工夫したが、4回目の飛行試験では意図せぬエンジン過回転によりベアリングの焼損を起こしてしまう。破損したエンジンを交換する間に風洞実験をやり直し、水平尾翼位置を約30cmほど高くするなどの改良が行われ、3月には試験飛行を再開する。その結果、コックピットのレイアウトや操舵感、ピッチ方向の安定性は良好であると評価されたが、一方でエンジンが非力で加速や上昇性能が悪く離陸滑走距離が長い、ダッチロールを起こしやすく方向安定性が悪い等のいくつかの欠点が指摘された。またエンジンXI-1430は未だ揺籃期にあり信頼性が不足していたこともトラブルに拍車をかけた。5月には陸軍の評価試験までこぎつけ、数回の試験飛行が行われる間に欠点のいくつかは克服されたが、エンジンにまつわる問題だけは解決できなかった。そして同年9月6日の試験ではエンジン火災が発生し、機体を大きく破損させることになってしまった。これを機に陸軍はXP-67の評価試験に見切りをつけ、既に高性能な戦闘機P-47やP-51の実用化が進んでいたことから、さらなる開発は不要としてマクドネルとの契約を解消することとなった。この時点で試作2号機は製作に取り掛かったばかりであったが、結局完成することなく開発計画は幕引きとなってしまった。

## スペック
- 構造：単葉双発、全金属製モノコック、引込脚3点降着式
- 乗員：1 名[1]
- 全長：13.63 m[1]
- 全幅：16.76 m[1]
- 全高：4.8 m[1]
- 翼面積：38.46 m2
- 空虚重量：8,049 kg[1]
- 正規重量：10,030 kg
- 最大離陸重量：11,523 kg
- エンジン：コンチネンタル XI-1430-17/19 液冷倒立V型12気筒 1,350hp×2[1]
- プロペラ：可変ピッチ4翅
- 最大速度：652 km/h[1]
- 実用上昇限度：11,400 m
- 航続距離：3,837 km[1]
- 武装
  - 37 mm機関砲 ×6[1]

## 登場作品

### ゲーム
『紺碧の艦隊2 ADVANCE』
アメリカの航空機として登場。37mm機関砲のみを兵装としている。